# Urolophus bucculentus
Urolophus bucculentus is een vissensoort uit de familie van de doornroggen (Urolophidae). De wetenschappelijke naam van de soort is voor het eerst geldig gepubliceerd in 1884 door Macleay.